# Carles Muñoz Espinalt
Carles Muñoz Espinalt   (Montesquiu, 1920 - 2 de març de 1993) fou un grafòleg, psicòleg i pensador català. Autor de 44 llibres, centenars de conferències i cursos.
El seu domini i mestratge en la grafologia i l'aplicació de la psicologia al camp de la propaganda, la venda i la direcció, així com tots els seus treballs sobre aquests temes, els concretà en la creació i l'elaboració metodològica d'una nova interpretació de l'ésser humà: La ciència psicoestètica. La defineix com: “la valoració artística d'un mateix en funcions d'un equilibri vivencial entre l'aspecte físic i el caràcter, menat per l'afany de perfeccionar i presentar la figura de forma agradable, bo i harmonitzant-la amb les modes o amb creences personals.” 

## Biografia
De jove fou delegat de la FNEC En la Guerra Civil Espanyola de 1936-1939, amb 17 anys, combaté a la batalla de l'Ebre. Col·laborà a l'Institut Belpost de Delfí Dalmau i Gener i funda l'Escola Grafològica de Barcelona. També col·laborà a la revista Ressò que estava dirigida per Mn. Muntanyola. El 1952 substitueix el famós psicòleg Max Pulver en la direcció psicotècnica de dos importants empreses suïsses. El 1953, amb el pseudònim Pere E. Bauló, va publicar a la revista Revue de Psychologie des Peuples l'assaig: “Le peuple catalan et le drame de sa lutte pour l'existence”. Això provocà l'inici d'una relació amb Josep Maria Batista i Roca que en retornar aquest a Catalunya i refer el Consell Nacional Català, nomena a Muñoz Espinalt, vicepresident.
El 1954, en la revista Pont Blau, que s'editava a l'exili, hi publicà “Del Poble Català”, també amb el pseudònim Pere E. Bauló i amb la iniciativa del Grup Joventut Catalana. Tingué un gran ressò en totes les col·lectivitats d'Amèrica. En aquest any comença a sintetitzar la seva manera d'interpretar i sistematitzar la psicologia humana. A partir del 1956 edita una dotzena de llibres que aconseguiran una singular difusió per Europa i Amèrica. Un any després publica “Psicologia de la gent” que exposa per primera vegada, en català, alguna de les seves investigacions sobre el caràcter de les multituds.
En el 1961 imparteix un curs de psicologia política que en el seu desenvolupament, suggerí Delfí Dalmau i Gener, que es fes una carta pública, un manifest, on es demanés l'ensenyament del català a les escoles. Aquest document va ser redactat per Joan Triadú i Carles Muñoz Espinalt. Per primera vegada, 100 intel·lectuals es comprometen públicament fent visible amb la seva signatura el seu nom i cognoms, fet pel qual, Muñoz Espinalt és detingut i portat a comissaria de la Via Laietana. Aquest mateix any realitza el primer dels seus congressos on presenta en primícia els seus mètodes i teories. Posteriorment el 1963 fou promotor i col·laborador, amb 16 assajos, dels llibres d'Aportació Catalana, editats per Joan Ballester i Canals.
Fou membre de la Junta Consultiva d'Òmnium Cultural des de la seva fundació i set anys com a vicepresident del Club d'Amics de la Unesco durant els anys setanta i membre del C.A.O.C. El 1982 edita els seus assajos l'editorial El Llamp d'Enric Borràs. El 27 de setembre del mateix any funda l'Associació de Practicants de la psicoestètica que aplega a totes les persones que apliquen la psicoestètica a les seves professions.
Després de múltiples seminaris i cursos, entre ells Psicoestética de los líderes políticos, La imatge d'un Estat, el 1989 es realitza el Seminari d'Imatge Motivacional : Serà el 1992 l'any de la Independència de Catalunya?. Aquests tres seminaris foren publicats en llibres. El 1991 escriu L'Assassinat de Pau Claris editat per El Llamp i el 1992 el seu darrer llibre Preludi de la Independència, símbol de la lluita de tota una vida. El 2 de març de 1993 mor a la seva llar de Barcelona i fou enterrat al cementiri de Montesquiu.

## Psicoestètica
La psicoestètica, creada pel psico-sociòleg i grafòleg Carles Muñoz Espinalt, és una renovadora ciència metoditzada per interpretar els humans d'acord amb els nous i vells artificis que necessita per sobreviure i afirmar-se. La psicoestètica ofereix la manera precisa d'interpretar l'ésser humà, proporciona els estímuls necessaris de caràcter, desxifra les suggestions que creen les modes i valora la dimensió dels afanys de poder tot analitzant l'expressivitat humana, les tòniques del vogaire; l'evolució del gust col·lectiu, l'estudi de les motivacions individuals, la mobilitat caracterològica i les projeccions de la imatge personal tan necessària en l'hora actual per la preponderància en la vida moderna de la “imagocràcia”. La psicoestètica té l'objectiu de formar el nombre de persones més gran que es pugui com a rectores dels nous esdeveniments socials, bo i revaloritzant la seva professió i la seva capacitat directiva. Actualment dona continuïtat a l'aplicació i transmissió d'aquest pensament l'Associació de Practicants de la Psicoestètica Carles Muñoz Espinalt, que en fou el fundador i que des de la seva mort presideix la seva filla Nati Muñoz-Espinalt.

## Obres
Obres.
- La interpretación grafológica (1954)
- Grafología de la firma (1956)
- Psicología de la mujer (1956)
- Psicologia de la gent (1957)
- Las supersticiones (1958)
- Del poble català (1962)
- Tu vocación profesional (1962)
- Orígens del caràcter (1963)
- Sentit polític dels catalans (1964)
- Seny no és timidesa (1965)
- Un mercat per al senyor Esteve (1966)
- Lo que dice tu cara (1967)
- Propaganda totalitària (1968)
- Canvis de Mentalitat (1970), Aportació Catalana
- Estudi de Manuel Azaña: lliçó de psicologia política (1971)
- Tarannà Lerroux (1972)
- L'evolució del caràcter català (1976), Aportació Catalana
- Pensar en català (1983)
- L'error de certs catalanistes (1986), El Llamp
- L'encert dels independentistes (1986), El Llamp
- Obra Escrita (1987), El Llamp
- Preludi de la Independència (1992), Edicions C

## Partit Espinaltià
El 1997, quatre anys després de la seva mort, un grup de seguidors seus fundà el Partit Espinaltià, com a partit independentista seguidor del pensament polític, psicològic i estètic (que anomenen “psicoestètica”) de Carles Muñoz Espinalt i amb l'objectiu de fer un referèndum sobre la independència de Catalunya. La seva principal dirigent fou Encarna Parreño i editaven la revista Independència de Catalunya. Es presentaren a les eleccions al Parlament de Catalunya de 1999 i obtingueren 812 vots.